# Cockiness (Love It)
"Cockiness (Love It)" là một bài hát của nữ ca sĩ người Barbados Rihanna từ album phòng thu thứ sáu của cô, Talk That Talk (2011). Bài hát được sáng tác bởi Rihanna, Candice Pillay, D. Abernathy, Shondrae Crawford, trong đó, Mr. Bangladesh đồng thời cũng là nhà sản xuất của bài hát. Theo Mr. Bangladesh, nhà sản xuất tiết lộ trong một cuộc phỏng vấn với MTV rằng bài hát đã trải qua nhiều lần thu âm với nhiều phiên bản khác nhau trước khi chọn ra được phiên bản cuối cùng để xuất hiện trong album. Anh cho biết, ban đầu, khi anh mới sáng tác và phát triển "Cockiness (Love It)", Rihanna chính là nghệ sĩ đầu tiên mà anh nghĩ tới và cho là phù hợp để thu âm bài hát.
"Cockiness (Love It)" là một bài hát nhạc dubstep và dancehall. Phần nhạc được tạo ra bởi bộ trống drum kit và kèn cor. Phần lời của bài hát nói về ham muốn được quan hệ tình dục của ca sĩ. Bài hát nhận được khá nhiều những ý kiến trái chiều nhau. Một số ca ngợi cơ cấu thành phần của bài hát, số còn lại chỉ trích nội dung ca từ công khai về tình dục. Khi mới phát hành Talk That Talk, "Cockiness (Love It)" đã xuất hiện trong bảng xếp hạng đĩa đơn của một số ít quốc gia bao gồm Anh, Nam Triều Tiên và Mỹ.

## Diễn biến xếp hạng
Khi mới phát hành album Talk That Talk, "Cockiness (Love It)" đã lọt được vào bảng xếp hạng của một số quốc gia trên thế giới. Bài hát ra mắt trên bảng xếp hạng South Korea Gaon International Chart của Nam Triều Tiên tại vị trí thứ 62 vào ngày 26 tháng 11 năm 2011 với 6,918 lượt tải kỹ thuật số. Tại Anh, "Cockiness (Love It)" ra mắt tại vị trí thứ 33 trên bảng xếp hạng UK R&B Chart vào ngày 27 tháng 11 năm 2011, đồng thời cũng xuất hiện trên bảng xếp hạng UK Singles Chart tại vị trí thứ 121 vào ngày 3 tháng 12 năm 2011. Tại Mỹ, bài hát ra mắt trên bảng xếp hạng đĩa đơn Bubbling Under Hot 100 Singles của tạp chí Billboard tại vị trí thứ 17 vào ngày 10 tháng 12 năm 2012 nhưng lại thất bại trong việc lọt vào bảng xếp hạng Hot 100.

## Biểu diễn trực tiếp
Rihanna biểu diễn "Cockiness (Love It)" lần đầu tiên trong chương trình Radio 1's Hackney Weekend vào ngày 24 tháng 5 năm 2012, là bài hát thứ tư trong danh sách các bài hát biểu diễn.

## Danh sách bài hát
- Bản album[6]

1. "Cockiness (Love It)" – 2:58

- Đĩa đơn phối khí kỹ thuật số

1. "Cockiness (Love It)" (hợp tác với A$AP Rocky) – 2:58

## Tham gia thực hiện
Thu âm
- Thu âm tại Sofitel Paris Le Faubourg, phòng 538.

Tham gia thực hiện
| - Sáng tác – Candice Pillay, D. Abernathy, Shondrae Crawford, Robyn Fenty - Sản xuất, dụng cụ, lập trình – Shondrae "Bangladesh" Crawford - Kĩ thuật và thu âm giọng hát – Kuk Harrell, Marcos Tovar | - Trợ lý thu âm giọng hát – Jennifer Rosales - Hòa âm – Fabian Marasciullo - Trợ lý hòa âm – Ghazi Hourani |

Thông tin lấy từ ghi chú album Talk That Talk, Def Jam Recordings, SRP Records.

## Xếp hạng
| Bảng xếp hạng (2011)                          | Vị trí cao nhất |
| --------------------------------------------- | --------------- |
| South Korea Gaon International Chart          | 62              |
| UK R&B (Official Charts Company)              | 33              |
| UK Singles (Official Charts Company)          | 121             |
| US Bubbling Under Hot 100 Singles (Billboard) | 17              |
| US R&B/Hip-hop Digital Songs (Billboard)      | 26              |

## Bản phối khí hợp tác với A$AP Rocky
"Cockiness (Love It)" được chính thức phối lại với sự xuất hiện của nghệ sĩ khách mời là rapper-đạo diễn A$AP Rocky, thực hiện phần rap ở đoạn đầu Bài hát. Bài hát được chính thức phát hành kỹ thuật số vào ngày 7 tháng 9 năm 2012, là đĩa đơn thứ sáu và cũng là đĩa đơn cuối cùng từ Talk That Talk. Vào ngày 4 tháng 9 năm 2012, Rihanna có thông báo qua Twitter rằng bản phối khí chính thức của "Cockiness (Love It)" sẽ được phát hành qua trang MTV của cô. Ngày 6 tháng 9 năm 2012, Rihanna và A$AP Rocky đã biểu diễn bản phối khí này tại Giải thưởng 2012 MTV Video Music Awards, giữa đoạn điệp khúc của "We Found Love".

### Biểu diễn xếp hạng
"Cockiness (Love It)" đã thất bại trong việc lọt vào các bảng xếp hạng nổi tiếng. Bài hát đạt được vị trí #2 trên bảng xếp hạng Bubbling Under Hot 100 Singles.

### Xếp hạng
| Bảng xếp hạng (2012)                              | Vị trí cao nhất |
| ------------------------------------------------- | --------------- |
| Canadian Digital Songs                            | 75              |
| US Bubbling Under Hot 100 Singles (Billboard)     | 2               |
| US Bubbling Under R&B/Hip-Hop Singles (Billboard) | 7               |
| US Hot R&B Songs (Billboard)                      | 20              |
| US R&B/Hip-hop Digital Songs (Billboard)          | 10              |
| US Hot Digital Songs (Billboard)                  | 61              |